# Randegg
Ne doit pas être confondu avec Randegg (Gottmadingen) (de).
Randegg est une commune autrichienne du district de Scheibbs en Basse-Autriche.

## Culture locale et patrimoine

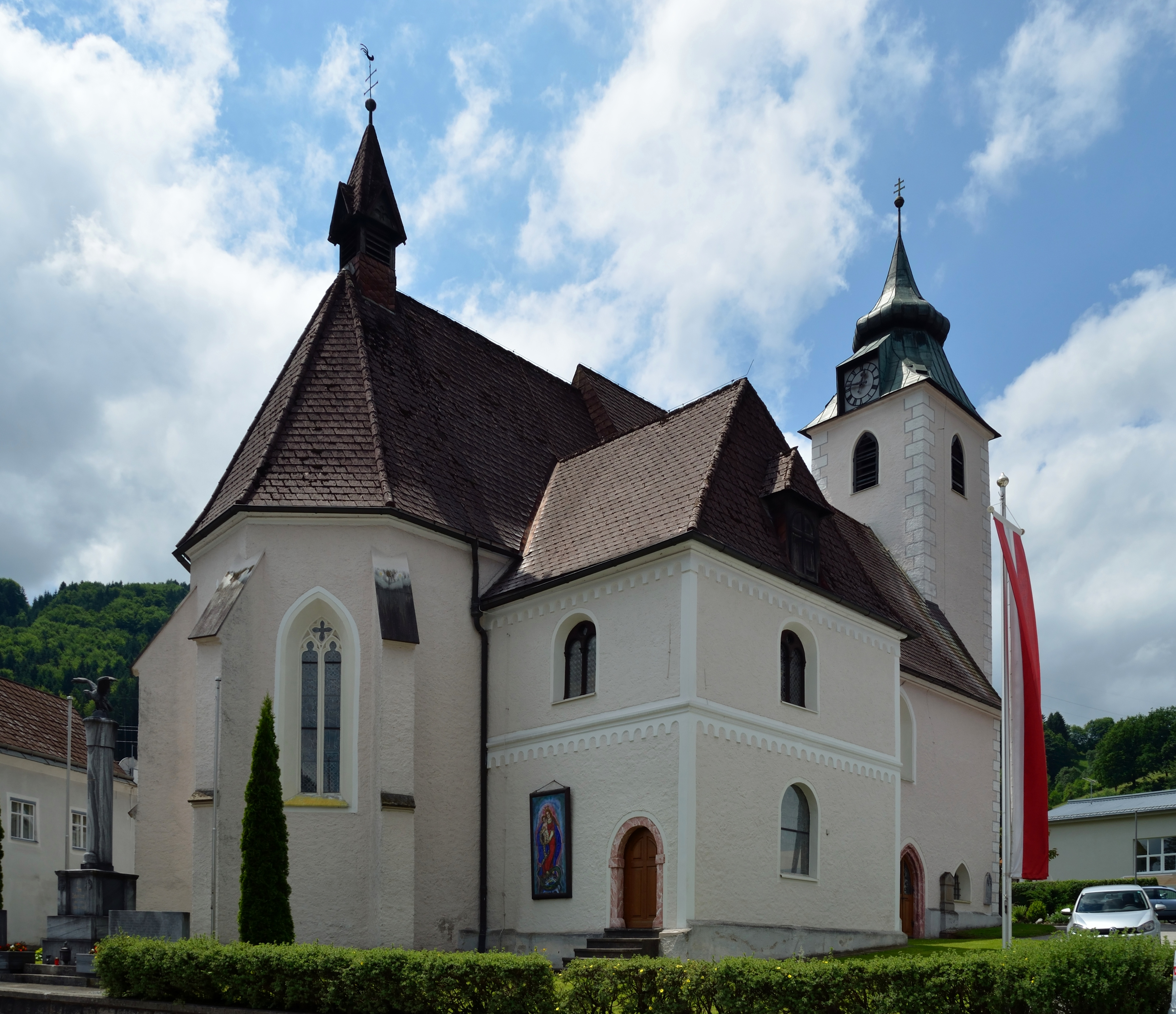
L'église paroissiale de Randegg.